# 小行星1581
小行星1581（1581 Abanderada）是一颗绕太阳运转的小行星，为主小行星带小行星。该小行星于1950年6月15日发现。
該小行星以西班牙語「Abanderada」命名，意指手持旗幟的領導人，以紀念阿根廷第一夫人伊娃·裴隆。

## 轨道参数
小行星1581的轨道半长轴为3.1559880 UA，离心率为0.1236452。